# Botrucnidifer norvegicus
Espèce
Botrucnidifer norvegicus est une espèce de cnidaires de la famille des Botrucnidiferidae.

## Systématique
Le nom valide complet (avec auteur) de ce taxon est Botrucnidifer norvegicus Carlgren, 1912.
Botrucnidifer norvegicus a pour synonyme :
- Botracnidifer norvegicus Carlgren, 1912 - graphie incorrecte